# Barrage-réservoir de Mbakaou
Le barrage-réservoir de Mbakaou est un barrage de retenue camerounais situé sur la rivière Djerem, sur la commune de Mbakaou dans le département du Djérem (Région de l'Adamaoua). Il est destiné à réguler le niveau de la Djerem, affluent ou partie haute du fleuve la Sanaga.
| \| 500 km1:18 610 000 \| Lom-Pangar (30 Mw) Édéa(276,4 Mw) Mekin (15 Mw) Memve'ele (211 Mw) Mokolo (?? Mw) Song Loulou (384 Mw) Mapé (??? Mw) Lagdo (72 Mw) Chollet (600 Mw) |
| 500 km1:18 610 000 |

| 500 km1:18 610 000 |

| Centrales hydroélectriques existantes        |
| Centrales hydroélectriques en projet         |
| (192 Mw) Capacités installées (en Mégawatts) |

## Gestion
La gestion a successivement assurée par la SONEL puis AES Corporation Sonel puis Eneo. En août 2015, cette dernière en a annoncé le transfert à Electricity Development Corporation.